# 중일 아함동산배
중일 아함동산배(중국어 간체자: 阿含桐山杯中日冠军对抗赛, 정체자: 阿含桐山杯中日冠軍對抗賽, 일본어: 阿含・桐山杯日中決戦)는 중국 아함동산배 우승자와 일본 아함동산배 우승자가 대결하는 대회이다.

## 대국규정
제한시간 각자 10분, 초읽기 30초 1회

## 덤
해마다 중국과 일본에서 번갈아 대회가 열리는데, 중국에서 열릴 때에는 중국 룰에 따라 덤이 7.5집이고 일본에서 열릴 때에는 일본 룰에 따라 덤이 6.5집이다.

## 역대 우승자
| 회수 | 연도 | 우승            | 전적 | 준우승            |
| ---- | ---- | --------------- | ---- | ----------------- |
| 1    | 1999 | 고바야시 고이치 | 1-0  | 마샤오춘          |
| 2    | 2000 | 조선진          | 1-0  | 저우허양          |
| 3    | 2002 | 조선진          | 1-0  | 류징              |
| 4    | 2002 | 조치훈          | 1-0  | 위빈              |
| 5    | 2004 | 구리            | 1-0  | 가토 마사오       |
| 6    | 2004 | 저우허양        | 1-0  | 하네 나오키       |
| 7    | 2006 | 구리            | 1-0  | 이야마 유타       |
| 8    | 2006 | 류싱            | 1-0  | 장쉬              |
| 9    | 2007 | 류싱            | 1-0  | 장쉬              |
| 10   | 2009 | 구리            | 1-0  | 장쉬              |
| 11   | 2009 | 쑨텅위          | 1-0  | 하네 나오키       |
| 12   | 2010 | 추쥔            | 1-0  | 야마시타 케이고   |
| 13   | 2011 | 퍄오원야오      | 1-0  | 이야마 유타       |
| 14   | 2013 | 구리            | 1-0  | 장쉬              |
| 15   | 2013 | 롄샤오          | 1-0  | 무라카와 다이스케 |
| 16   | 2015 | 커제            | 1-0  | 이야마 유타       |
| 17   | 2015 | 이야마 유타     | 1-0  | 황윈쑹            |
| 18   | 2016 | 커제            | 1-0  | 고노 린           |
| 19   | 2017 | 퉈자시          | 1-0  | 무쓰우라 유타     |
| 20   | 2018 | 구쯔하오        | 1-0  | 이치리키 료       |
| 21   | 2019 | 장쉬            | 1-0  | 판팅위            |
| 22   | 2021 | 구쯔하오        | 1-0  | 쉬자위안          |
| 23   | 2022 | 리친청          | 1-0  | 히라타 도모야     |
| 24   | 2024 | 양딩신          | 1-0  | 이치리키 료       |
| 25   | 2024 | 천쯔젠          | 1-0  | 이치리키 료       |